# Ask (Node)
Ask è un EP della band Death Metal milanese Node, pubblicato nel 1995 dall'etichetta Lucretia Records. Questo EP è la prima pubblicazione discografia ufficiale della band.
Nel 2004 Scarlet Records include le prime cinque tracce di questo EP nella ristampa del primo album della band Technical Crime.

## Tracce
Testi di D'Eramo, musiche di Minelli (tranne dove diversamente specificato).
1. Virtual God – 4:53
2. Gyves of Lies – 3:39
3. Empty Spaces – 5:38 (musica: Minelli, D'Eramo)
4. Ask – 4:16
5. Unaffected – 4:06
6. No Purity – 2:50

## Formazione
- Gary D'Eramo - voce, chitarra
- Steve Minelli - chitarra
- Klaus Mariani - basso
- John Manti - batteria